# Petra Grimbergen
Petra de Boer-Grimbergen née Petra Jerona Grimbergen le 4 juillet 1970 à Rijnsburg, est une coureuse cycliste professionnelle néerlandaise.

## Palmarès sur route
- 1990
  - Ronde van Alto-Aragon
  - 1re, 2e et 3e étapes de Ronde van Alto-Aragon
  - 37e de la course en ligne des championnats du monde de cyclisme sur route 1990
- 1991
  -  Championne des Pays-Bas sur route
- 1992
  - Tour du Portugal
  - 2e étape du Tour du Portugal
  - Wieler Revue Klimcriterium
  - 2e du championnat des Pays-Bas sur route
- 1993
  -  Championne des Pays-Bas du contre-la-montre
- 1995
  - 1re étape de Amev International Ladies Trophee

## Palmarès sur piste

### Championnats nationaux
- 1990
  -  Championne des Pays-Bas de la vitesse
  - 2e de la course aux points
- 1991
  -  Championne des Pays-Bas de la course aux points
  - 3e de la poursuite
- 1992
  - 3e de la course aux points
  - 3e de la poursuite
- 1993
  - 3e de la course aux points

## Patinage de vitesse
- 1999
  -  Championne des Pays-Bas de Patinage de marathon